# Alloclubionoides circinalis
Alloclubionoides circinalis là một loài nhện trong họ Amaurobiidae.
Loài này thuộc chi Alloclubionoides. Alloclubionoides circinalis được miêu tả năm 1993 bởi Gao et al..